# Zoologisches Museum der Staatlichen Universität Moskau

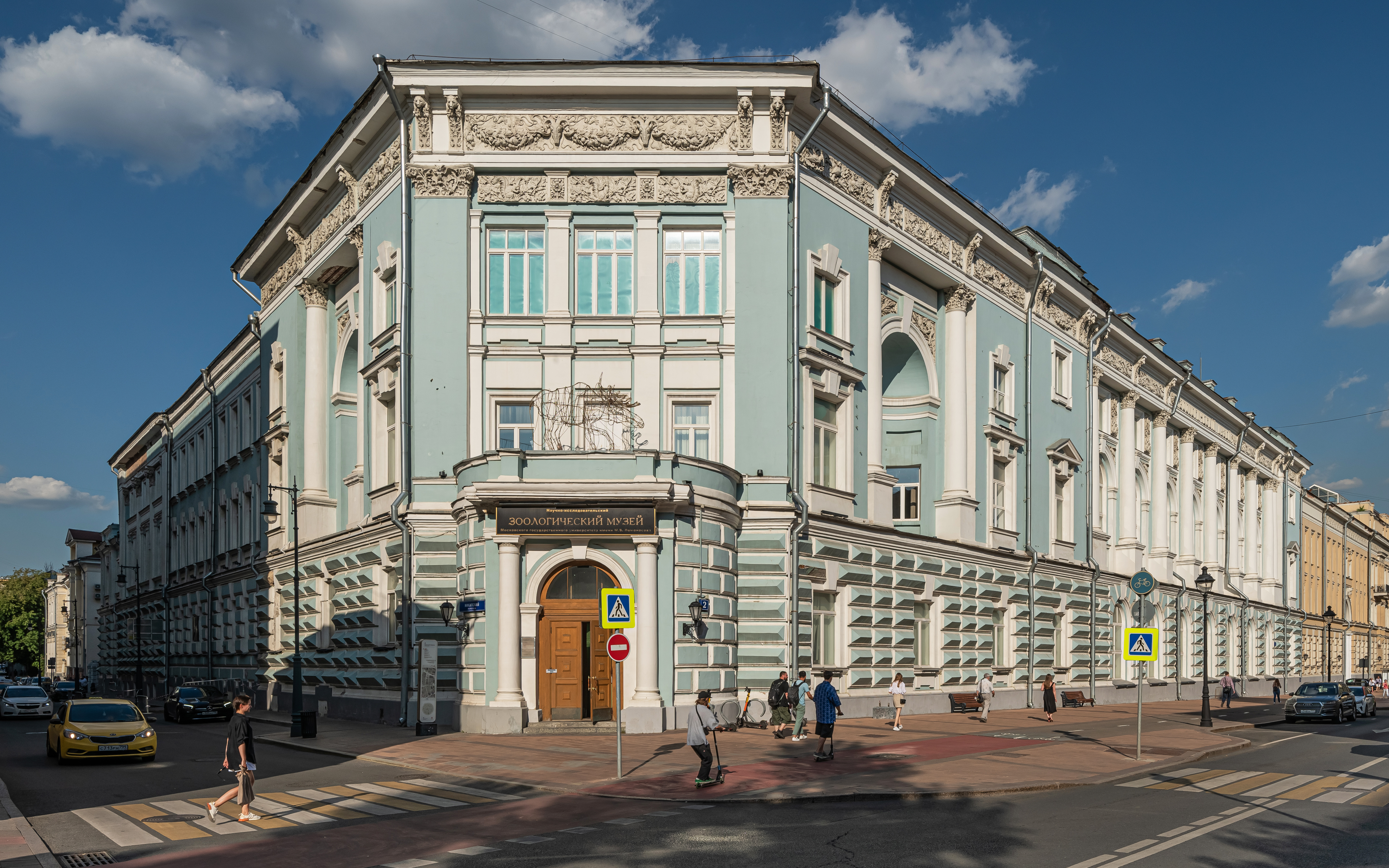
Eingang zum Zoologischen Museum der Staatlichen Universität Moskau

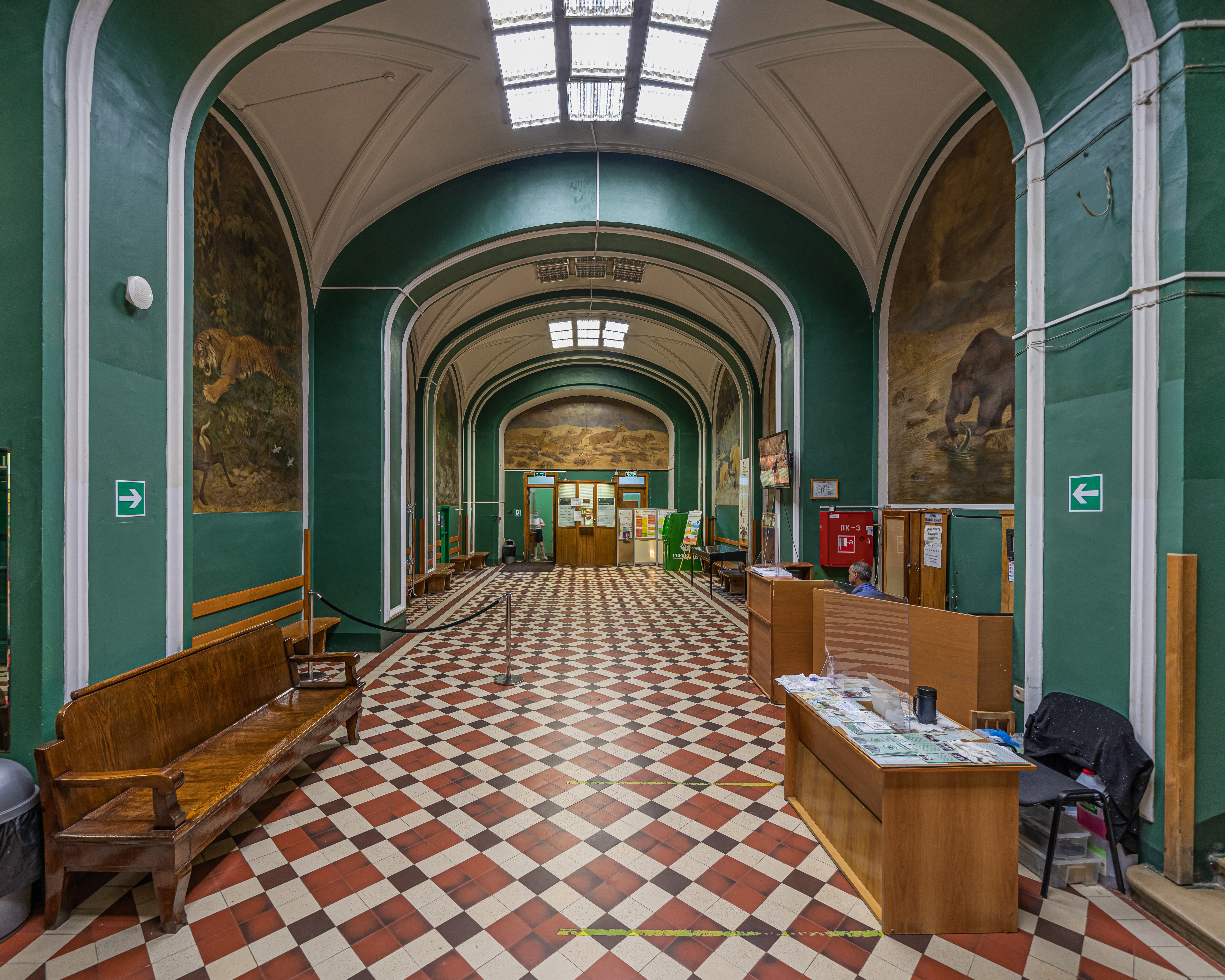
Eingangshalle

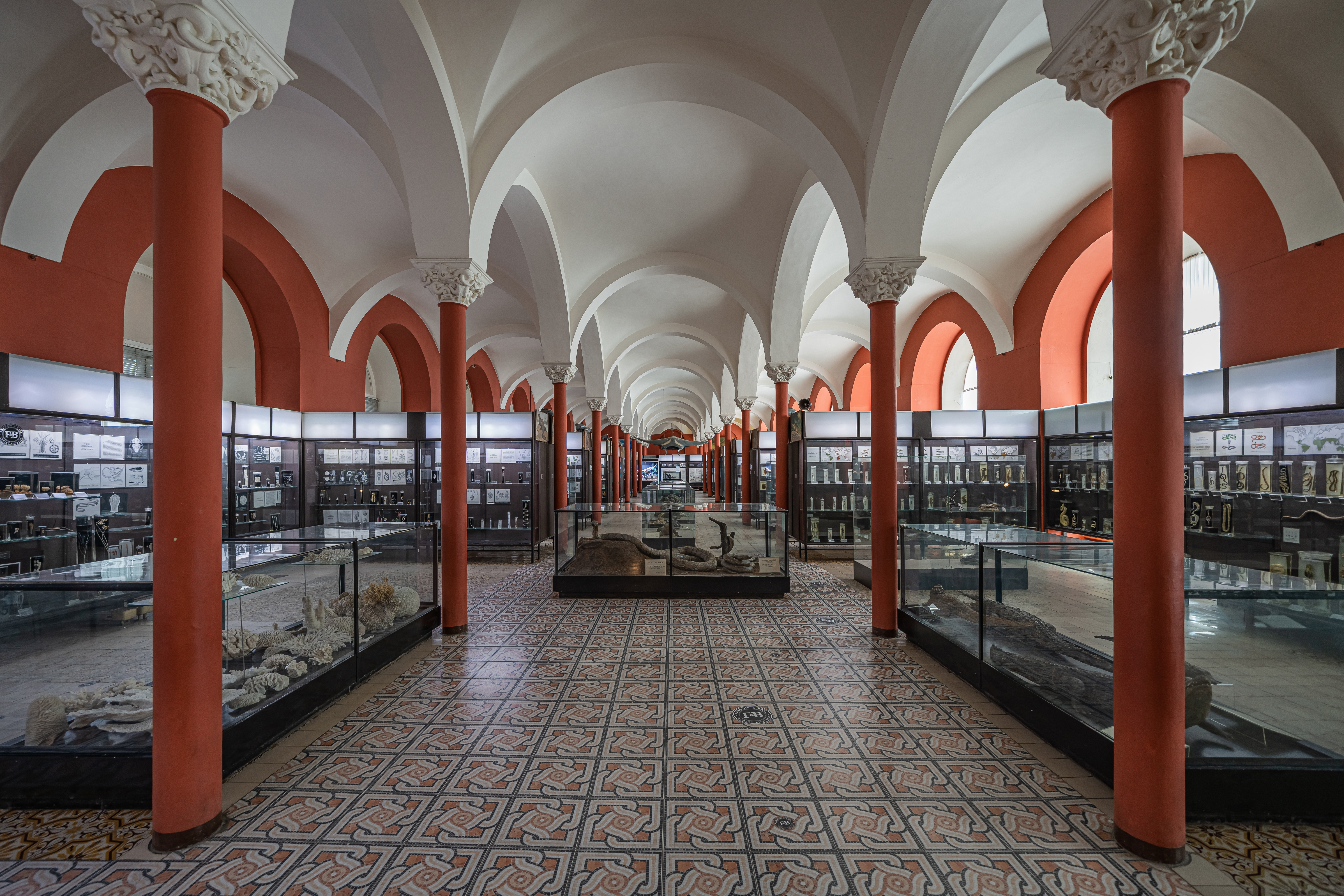
Untere Ausstellungshalle

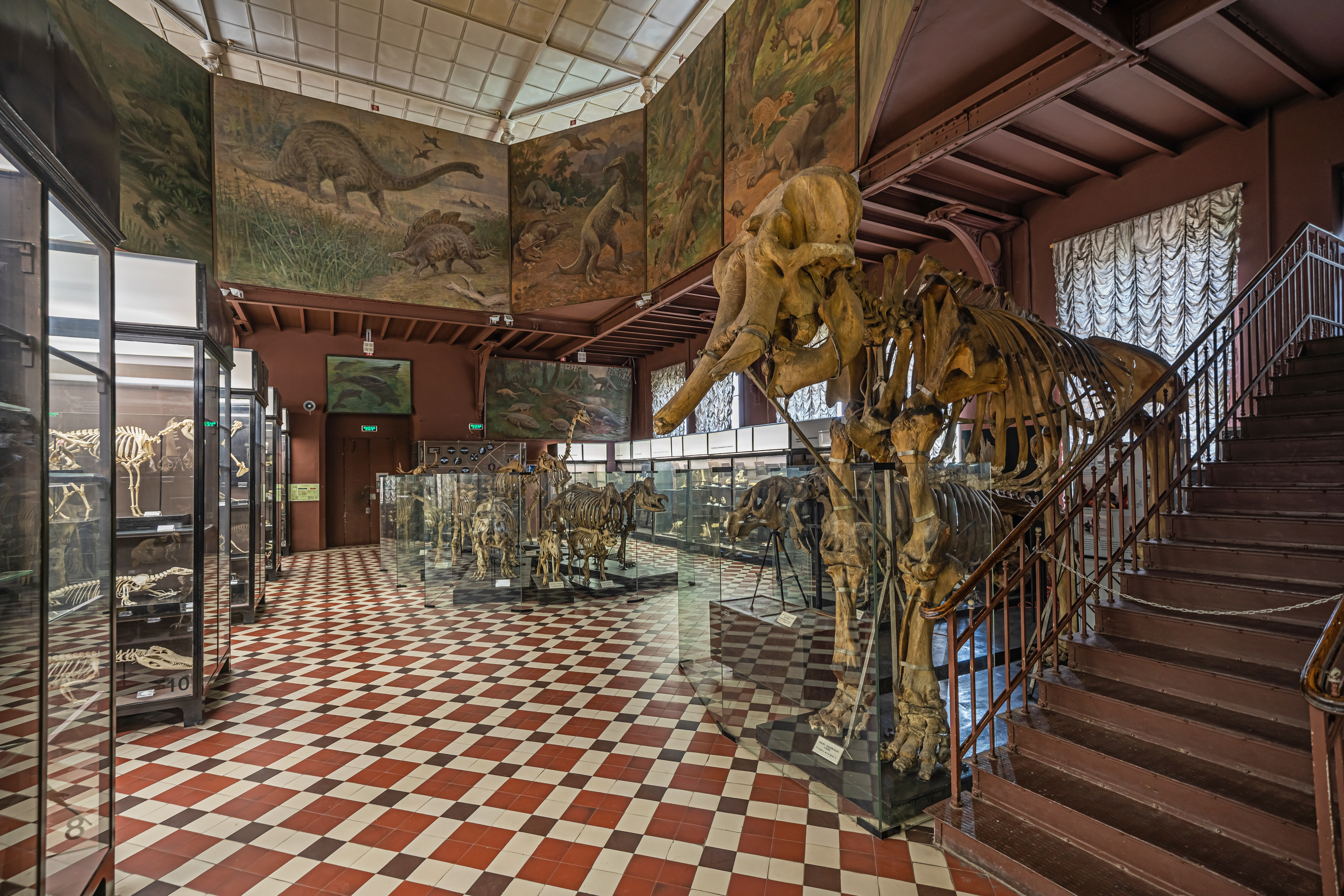
Halle für Vergleichende Anatomie mit dem Skelett eines Asiatischen Elefanten

Das Zoologische Museum der Staatlichen Universität Moskau (russisch Зоологический музей Московского государственного университета Soologitscheski musei Moskowskowo gossudarstwennowo uniwersiteta) ist eines der größten zoologischen Museen Russlands. Die Gründung erfolgte im Jahr 1791, als das an der Moskauer Universität eingerichtete Naturalienkabinett in ein naturwissenschaftliches Museum umgewandelt wurde.
Heute umfasst der Bestand des Museums mehr als 10 Millionen Objekte, wobei die wissenschaftlichen Sammlungen jährlich um 25.000 bis 30.000 Objekte erweitert werden. Die umfangreichsten Abteilungen des Museums sind die entomologische Sammlung (etwa 3 Millionen Exponate), die Säugetiersammlung (über 200.000) und die Vogelsammlung (157.000).
Seit 2019 werden etwa 10.000 Exponate ausgestellt, wobei zwei Säle für den systematischen Teil und einer für den evolutionären und morphologischen Teil vorhanden sind.

## Geschichte

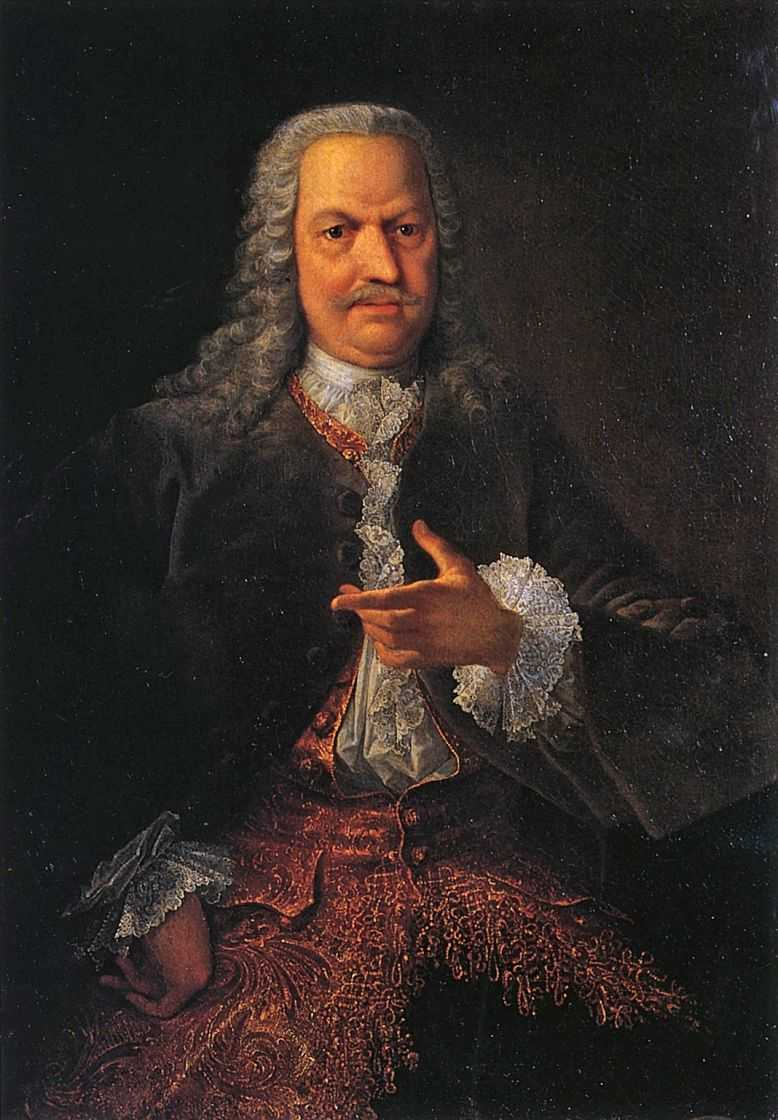
Porträt von Akinfi Demidow von Georg Christoph Grooth

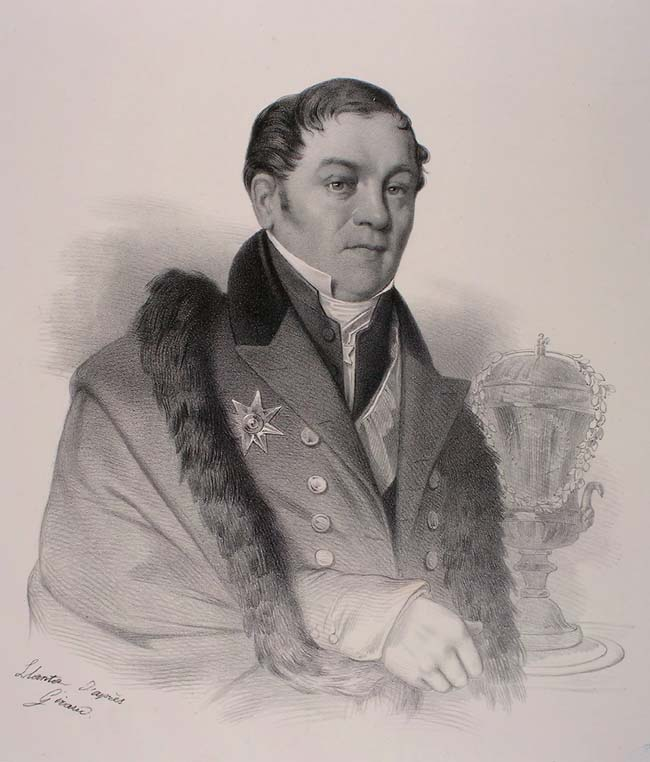
Gotthelf Fischer von Waldheim, der erste Direktor des Museums

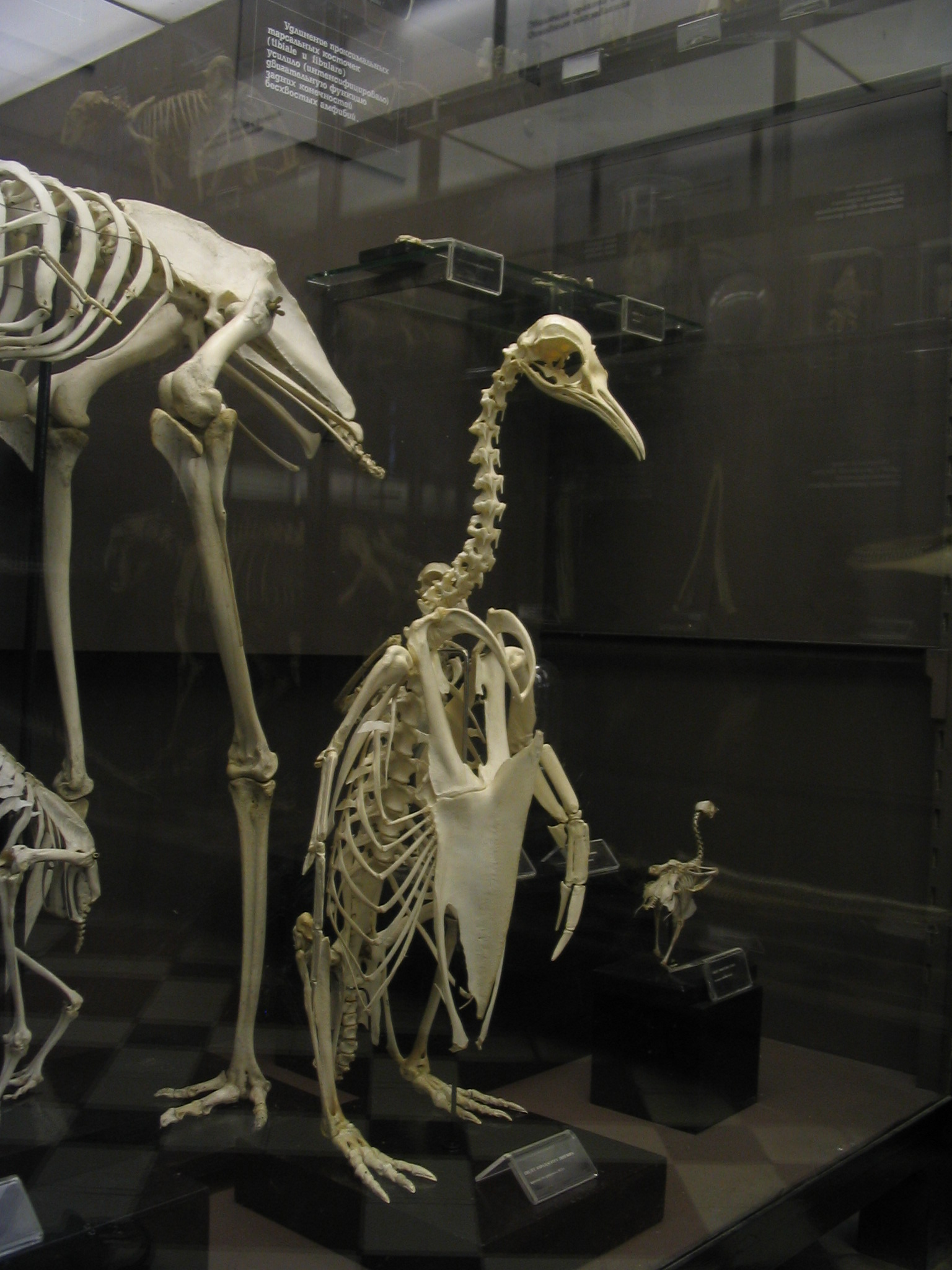
Skelett eines Pinguins

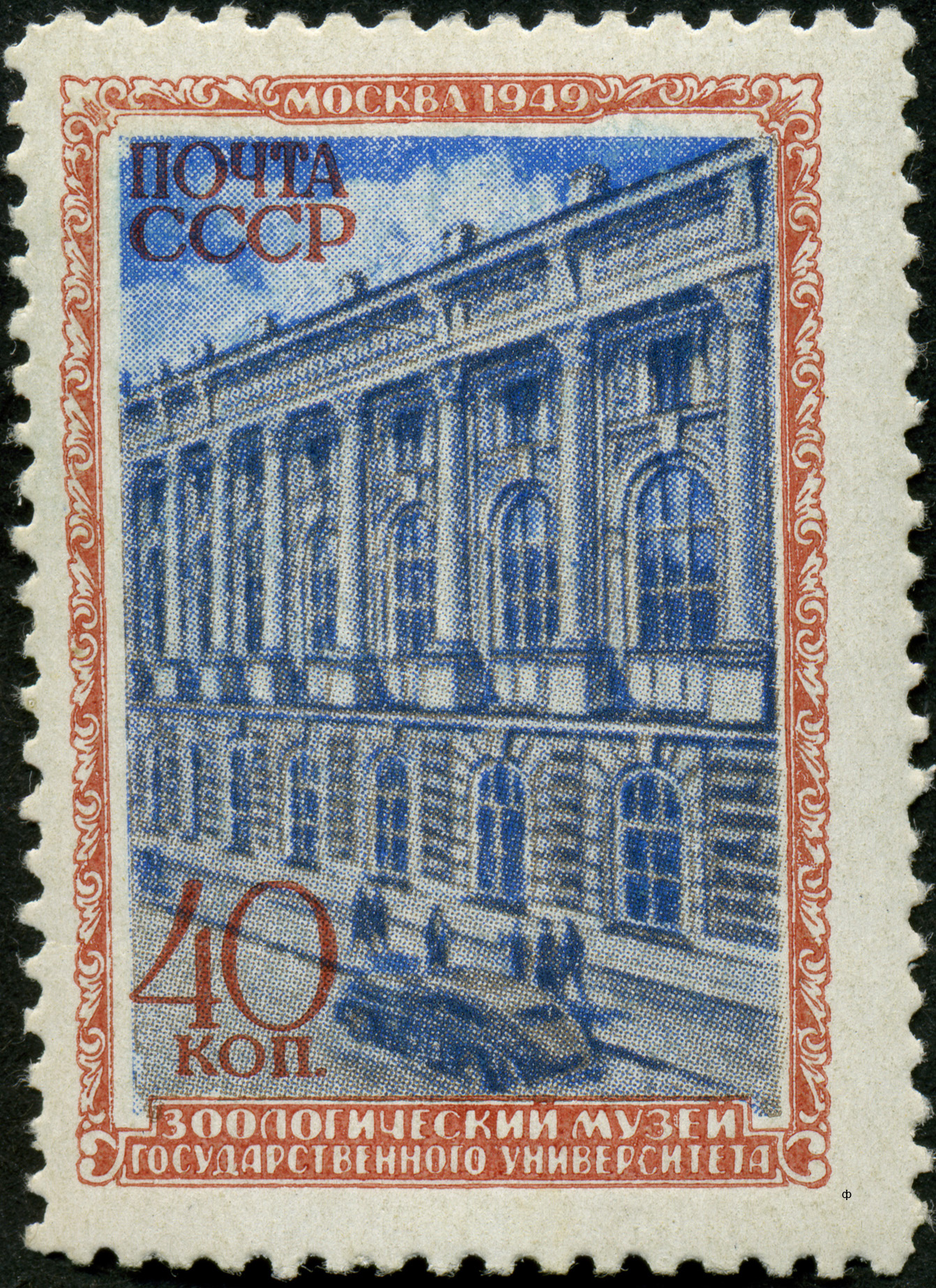
Abbildung des Museums auf einer sowjetischen Briefmarke von 1949

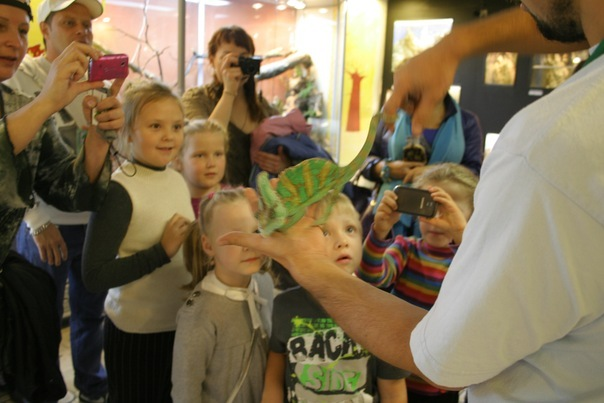
Kinderführung durch das wissenschaftliche Terrarium des Museums im Jahr 2012

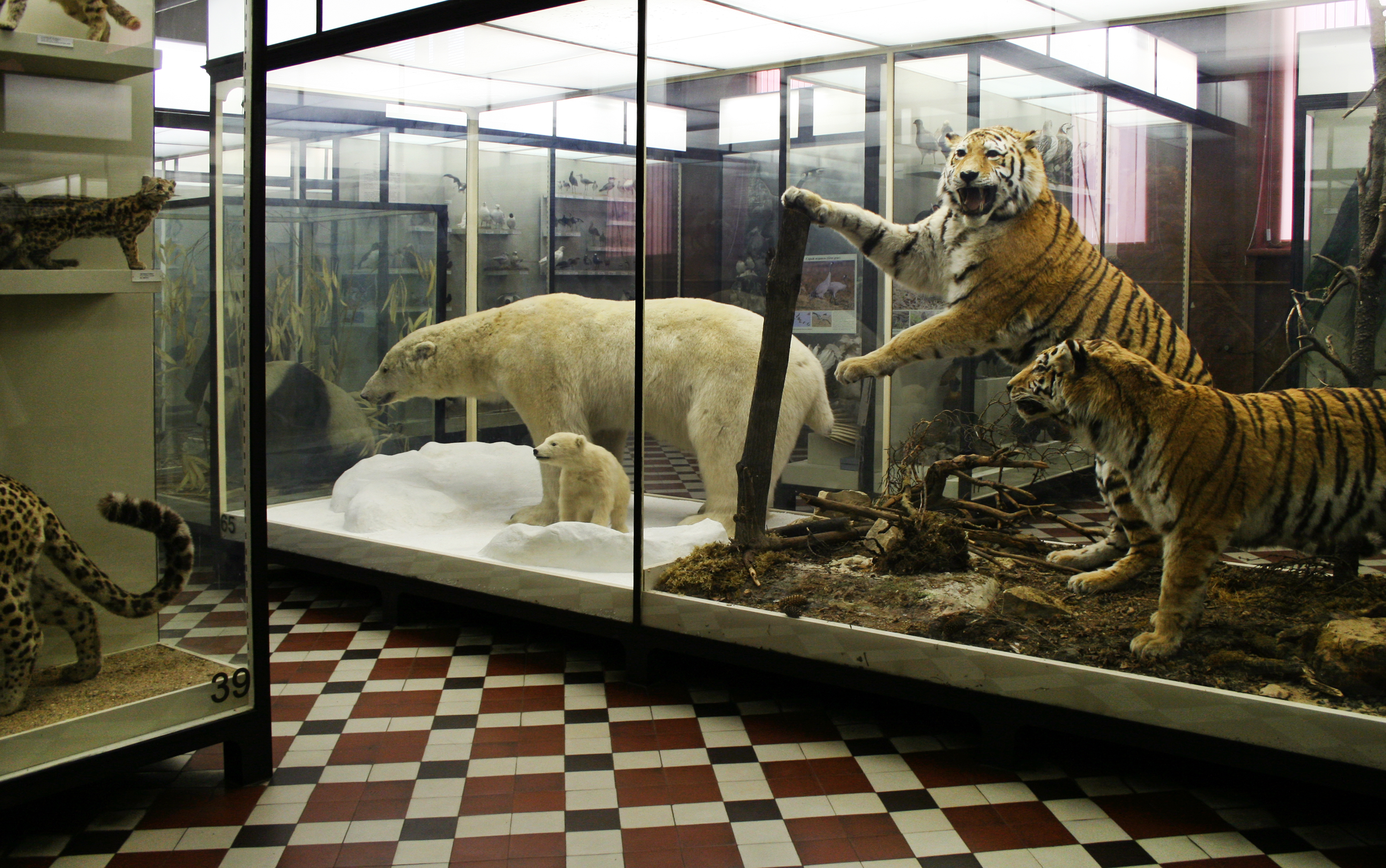
Raubtierausstellung

Nach der Gründung der Moskauer Universität im Jahr 1755 wurde die erste universitäre Sammlung von naturkundlichen Objekten in Russland angelegt. Sie basierte auf der Kollektion des Mäzens Akinfi Nikititsch Demidow, die dieser Anfang der 1740er Jahre von dem Freiberger Mineralogen und Arzt Johann Friedrich Henckel erworben hatte. Demidow und seine Söhne haben die Sammlung des Henckel-Kabinetts mit getrockneten und konservierten Tier- und Pflanzenresten sowie mit Büchern erheblich erweitert. In der zweiten Hälfte der 1750er Jahre wurde die Sammlung auf Initiative der Brüder Prokofi, Grigori und Nikita Demidow an die Moskauer Universität übertragen. Im Jahr 1757 wurde der Übergabevertrag der Henckel-Sammlung an die Universität abgeschlossen, aus Platzgründen wurde die Sammlung jedoch zunächst im Palast von Iwan Iwanowitsch Schuwalow in Sankt Petersburg aufbewahrt.
Im Jahr 1759 wurde die Sammlung nach Moskau in das Bibliotheksgebäude unter Michail Matwejewitsch Cheraskow verlegt. Zu diesem Zeitpunkt umfasste sie etwa 6000 Objekte. Auf der Grundlage dieser Sammlung wurde das Mineralienkabinett der naturhistorischen Abteilung der Universität eingerichtet. Im Jahr 1761 wurden die Exponate in mehreren Dutzend Schränken im Aptekarski-Haus aufbewahrt. Mitte der 1760er Jahre wurde die Sammlung „Naturalienkabinett“ genannt. Zu dieser Zeit bestand sie aus den drei Abteilungen Mineralien, Natur und Gemischtes. Unter dem Leiter der naturhistorischen Abteilung, Matwei Iwanowitsch Afonin, wurde die Sammlung systematisiert, wofür der Professor den Titel „Schöpfer der naturhistorischen Abteilung“ erhielt.
Mitte der 1770er Jahre begann das Aptekarski-Haus zu verfallen, und auch die Raumknappheit der Universität forderte ihren Tribut. 1791 wurde das naturwissenschaftliche Kabinett in ein neues Gebäude der Universität in der Mochowaja-Straße verlegt, das 1786 von Matwei Kasakow gebaut wurde. Das Arbeitszimmer befand sich in einem eigenen Raum, der einen großen Teil der Galerie neben dem Großen Saal einnahm.
1791 wurde das Naturalienkabinett in Naturhistorisches Kabinett umbenannt. Dieses Datum gilt als das offizielle Gründungsjahr des Museums. In den 1780er und 1790er Jahren wurde die Sammlung des Museums dank der Schenkungen von Mäzenen und Naturforschern ständig um neue Exponate erweitert. Eine der wertvollsten Schenkungen war die Sammlung des Akademikers Erich G. Laxmann, die es dem Museum ermöglichte, sich von einem mineralogischen Museum zu einem umfassenden Naturkundemuseum zu entwickeln.
1802 erließ Zar Alexander I. ein Manifest zur Gründung des Ministeriums für Volksbildung, das „Naturstudien, Museen und alle anderen Einrichtungen, die zur Verbreitung der Wissenschaften dienen können“, umfasste. Das Dokument ermutigte den Adel auch, für die Bildung in Russland zu spenden. Um die Notwendigkeit von Investitionen durch sein Beispiel zu demonstrieren, erwarb Alexander I. das Semjatitscheski-Kabinett, eine der größten naturkundlichen Sammlungen, die sich zuvor im Besitz der Fürstin Anna Jablonowskaja befand und in dem Ort Siemiatycze aufbewahrt wurde, von dem der Name stammt. Der Zar kaufte das Kabinett 1802 für 50.000 Tscherwonez und übertrug es der Moskauer Universität. Die Sammlung bestand aus Mineralien, Pflanzen, Tieren und antiken Exponaten.
Ein weiteres bedeutendes Geschenk an das Museum war die Sammlung von Pawel Nikolajewitsch Demidow, der der Universität 1802 ebenfalls eine Sammlung von Artefakten, Büchern und 100.000 Rubel schenkte. Fürstin Jekaterina Romanowna Woronzowa-Daschkowa schenkte der Universität 1807 das Naturalienkabinett, das mehr als 15.000 Gegenstände enthielt.
Im Jahr 1802 wurde Gotthelf Fischer von Waldheim, der in Russland unter dem Namen Grigori Fischer studiert hatte, Absolvent der Universität Göttingen und einer der führenden Experten für Naturgeschichte und Museen in Europa, zum Leiter des Naturalienkabinetts ernannt. Im Jahr 1805 schenkte er dem Museum seine eigene Sammlung von Naturgegenständen, seltenen Skeletten und Fossilien.

„Mein wichtigster Grundsatz lautet: Wer eine riesige Sammlung besitzt, hat kein Recht, eine eigene Sammlung zu besitzen.  – Johann Gotthelf Fischer von Waldheim in einem Brief an den Naturforscher Johann Friedrich Blumenbach“

Nach seiner Ernennung zum Direktor systematisierte Fischer von Waldheim die Sammlung, deren Ergebnis er 1805 anlässlich des 50-jährigen Bestehens der Moskauer Universität präsentierte. Im selben Jahr wurde das Museum auch für Studenten geöffnet, die am Beispiel der Sammlung Naturgeschichte studieren konnten. Ebenfalls im Jahr 1805 initiierte Fischer von Waldheim die Gründung der Moskauer Gesellschaft der Naturforscher, die 1807 in Kaiserliche Moskauer Gesellschaft der Naturforscher (IMOIP) umbenannt wurde. Erklärtes Ziel der Organisation war die Erforschung der natürlichen Ressourcen und der Naturwissenschaften in Russland sowie in den zentralen Regionen und in der Oblast Moskau. Die Gesellschaft wurde zu einem der Hauptlieferanten für die Sammlungsmaterialien des Museums. Bis 1810 war die Sammlung so groß geworden, dass der alte Saal die neuen Exponate nicht mehr aufnehmen konnte. Der gesamte Flügel des großen Gebäudes, der viermal so groß ist wie die ursprünglichen Säle, wurde dem Museum zur Verfügung gestellt.
Nach dem Ausbruch des Vaterländischen Krieges von 1812 vordnete der Moskauer Generalgouverneur Wassili Rostoptschin die Evakuierung des gesamten Eigentums der Moskauer Universität an. Ein Teil der Sammlung des Naturalienkabinetts wurde nach Nischni Nowgorod und Wladimir evakuiert, aber der größte Teil der Sammlung wurde im Gebäude belassen und in die Steinkeller der Universität gebracht. Bei einem Brand im Jahr 1812 wurde das Gebäude vollständig zerstört, und die meisten Exponate wurden vernichtet. Nur zwei Sammlungen von Muscheln und Blumentieren blieben unbeschadet.
Fischer von Waldheim, der nach der Evakuierung zurückkehrte, begann mit dem Wiederaufbau der Sammlung des Naturhistorischen Kabinetts. Einer der größten Mäzene war wiederum die Familie Demidow, die rund 3000 Exponate spendete: seltene Mineralien, Muscheln und Tierpräparate. Georg Heinrich von Langsdorff stiftete eine Sammlung von Vögeln und anderen Tieren und Christian von Steven eine Insektensammlung aus dem südlichen Kleinrussland. Prominente Wissenschaftler, darunter Andrei Kirillowitsch Rasumowski, Akademiker Christian Heinrich Pander und Iwan Alexejewitsch Dwigubski, Gouverneur Alexander Michailowitsch Turgenew und Professor Michael Friedrich Adams unterstützten Fischer von Waldheim beim Wiederaufbau der Pflanzen- und Tiersammlung. Die Kaiserliche Moskauer Gesellschaft der Naturforscher (IMOIP) spielte eine bedeutende Rolle bei der Wiederherstellung des Naturkundemuseums, da sie der Hauptlieferant von Exponaten für das neue Museum war. So zählte die Sammlung des Museums 1814 bereits 6000 Objekte, die in einem gemieteten Raum neben dem abgebrannten Universitätsgebäude untergebracht waren.
1818 bezog das Museum vier Räume im Flügel des neuen Universitätsgebäudes, das nach den Plänen des Schweizer Architekten Domenico Gilardi restauriert wurde. Zwei Säle wurden für Tiersammlungen und zwei weitere für Mineralien und Fossilien eingerichtet. Nikolaus I. erließ eine Verfügung, mit der die zoologische und die mineralogische Abteilung an die entsprechenden Abteilungen und Professoren übertragen wurden, jedoch institutionell Teil des Museums blieben. Ende der 1830er Jahre verfügte das Naturhistorische Museum über zwei Kabinette: das Mineralogische und das Zoologische Kabinett, die von den Professoren Alexei Leontjewitsch Lowezki, Grigori Jefimowitsch Schtschurowski und Karl Rouillier geleitet wurden. Einige Jahre später wurde Roullier zum Leiter aller Sammlungen ernannt, die zu diesem Zeitpunkt über 41.000 Mineralien und ausgestopfte Tiere umfassten.
1844 versuchte Schtschurowski das zoologische und das mineralogische Kabinett des Naturkundemuseums zu trennen. Seiner Meinung nach war der Umfang der zoologischen Sammlung zu groß, sodass für das Mineralienkabinett praktisch kein Platz mehr war. Daher wurde die mineralogische Sammlung in einen der zentralen Räume des neuen Hörsaalgebäudes verlegt. Damit blieb nur noch die Zoologische Abteilung übrig.
In den frühen 1860er Jahren wurde Anatoli Petrowitsch Bogdanow zum Leiter der zoologischen Abteilung der Moskauer Staatsuniversität ernannt. 1865 wurde das zoologische Kabinett unter seiner Leitung in ein neues Gebäude der Universität verlegt. Im Jahr 1866 wurde das Museum für öffentliche Besuche von Studenten geöffnet. Die Bestände des Zoologischen Museums wurden in einen wissenschaftlichen, einen Ausstellungs- und einen Vortragsbereich unterteilt. Außerdem wurde ein Erwerbsregister angelegt, das eine Beschreibung der Neuerwerbungen enthielt.
Unter Bogdanow wurde eine große Anzahl von Expeditionsobjekten aus europäischen Regionen Russlands, die gemeinsam mit dem Amateurarchäologen Nikolai Grigoriewitsch Kerzelli organisiert wurden. Die erhaltenen Exponate wurden zunächst im Zoologischen Museum aufbewahrt und zwischen 1883 und 1884 in das Gebäude des Historischen Museums verlegt. Durch die Erforschung der Gebiete Turkestans, die 1867 an das Russische Kaiserreich angegliedert wurden, gelangte eine große Sammlung von Gegenständen in das Museum. Zu dieser Zeit wurde auch ornithologisches Material von der Krim erworben, das von Iossif Nikolajewitsch Schatilow, Leonid Sabaneïev und Karl Semper gesammelt wurde.
Anfang der 1860er Jahre wurde der größte Teil der zoologischen Sammlung in das Rumjanzew-Museum verlagert, während der Rest im Zuge der von Bogdanow initiierten Umstrukturierung der Sammlung für die Öffentlichkeit geschlossen wurde. Die nach Gruppen zusammengestellten Tierexponate waren in Vitrinen untergebracht, die ihren natürlichen Lebensraum nachahmen. Der deutsche Pädagoge Friedrich Lorentz war maßgeblich an der Einrichtung eines taxidermischen Labors an der Universität beteiligt und begann ab der zweiten Hälfte der 1870er Jahre mit der Herstellung von Modellen speziell für das Museum. Im Jahr 1886 wurde die neue Ausstellung des Museums eröffnet.
Die Vergrößerung der Sammlung machte die Suche nach neuen Räumen für die Unterbringung der Sammlung erforderlich. Aus diesem Grund beauftragte das Kuratorium der Moskauer Universität den Architekten Konstantin Michailowitsch Bykowski mit dem Entwurf eines neuen Gebäudes in der Mochowaja-Straße speziell für das Zoologische Museum. Nach dem genehmigten Projekt des Architekten handelte es sich um ein zweistöckiges Gebäude mit großen Fenstern, Glasgewölben und Decken, die eine bessere Beleuchtung ermöglichten. In den Flügeln des Gebäudes wohnten die Universitätsprofessoren des Zoologischen Instituts und des Instituts für vergleichende Anatomie. Der Fries, die Säulenkapitelle, die Säulengänge sowie die Tier- und Vogelfiguren wurden nach dem Vorbild des Eremitage-Theaters gestaltet. 1902 wurde das Gebäude fertiggestellt.
Der neue Leiter der Abteilung, Grigori Alexandrowitsch Koschewnikow, ließ von 1904 bis 1905, die Museumsräume renovieren, wobei veraltete Exponate ersetzt oder neu angeordnet wurden. Gleichzeitig wurden neue Sammlungen erworben, darunter ichthyologische Sammlungen von Lew Semjonowitsch Berg sowie ornithologische von Sergei Alexandrowitsch Buturlin, Grigori Iwanowitsch Poljakow, Leonid Alexandrowitsch Portenko und entomologische von Sergei Sergejewitsch Ikonnikow. Zu den wertvollsten Erwerbungen gehörte die Sammlung des Amateur-Entomologen Wiktor Iwanowitsch Motschulski. Im Jahr 1910 umfasste die Sammlung über 93.000 Objekte. Das Museum wurde 1911 in einem neuen Gebäude eröffnet, wobei jedoch nur zunächst der obere Saal für die Öffentlichkeit zugänglich war. Die untere Halle wurde 1933 eröffnet.
Nach der Russischen Revolution wurden die Arbeitsräume des Forschungsinstituts für Zoologie und das 1921 gegründete Polarforschungsinstitut für Meeresfischerei und Ozeanographie und ab den 1930er Jahren die Dienststellen und Abteilungen der Biologischen Fakultät der Universität Moskau im Zoologischen Museum untergebracht. Diese Umstrukturierung reduzierte die Ausstellungsfläche erheblich und wirkte sich auch negativ auf die öffentlichen Aktivitäten des Museums aus. Gleichzeitig wurden die Bestände des Museums durch große Sammlungen von Amateursammlern erweitert, und 1925 wurde die gesamte Sammlung nach dem „taxonomischen Prinzip“ in die drei Abteilungen Wirbeltiere, Insekten und wirbellose Tiere gegliedert. 1931 wurde die wissenschaftliche Sammlung des Zoologischen Museums unter der Leitung von Alexei Nikolajewitsch Sewerzow in ein akademisches Laboratorium umgewandelt. Im selben Jahr wurde das Museum für vergleichende Anatomie dem Zoologischen Museum der Moskauer Universität angegliedert, und unmittelbar danach wurde es unter dem Namen Moskauer Zoologisches Museum der wissenschaftlichen Hauptverwaltung des Volkskommissariats für Bildung der RSFSR direkt unterstellt.
Mit Beginn des Deutsch-Sowjetischen Kriegs wurde ein Teil der Sammlungen des Zoologischen Museums nach Aşgabat und Swerdlowsk evakuiert, während andere in der unteren Halle und im Keller aufbewahrt wurden. Bereits 1942 war die Sammlung zusammen mit Exponaten aus Turkmenistan, die während der Evakuierung zusammengetragen worden waren, nach Moskau zurückgebracht worden.
Mitte des 20. Jahrhunderts änderte die Gesetzgebung den Status der Museumsmitarbeiter, die schlechter bezahlt wurden als die Universitätsmitarbeiter und kein Recht auf eine Kombination von Stellen hatten, so dass eine Kündigungswelle einsetzte. Die Massenentlassungen waren auch von dem Verbot der Zusammenlegung von Arbeitsplätzen betroffen. Um die Situation zu ändern, wurde 1950 ein „Projekt zur Einrichtung des Zoologischen Museums und der zoologischen Abteilungen“ der Universität gegründet, nach dem das Personal den entsprechenden Abteilungen des Fachbereichs Biologie „zugeordnet“ wurde.
Im Jahr 1970 begann das Gebäude des Zoologischen Museums zu verfallen: Einer der unterirdischen Kanäle des Flusses Neglinnaja hatte das Fundament teilweise unterspült, wodurch der Boden des unteren Saals absackte und die tragenden Säulen umstürzten. Im Jahr 1971 wurde das Gebäude für die Öffentlichkeit geschlossen und die Ausstellung vollständig abgebaut. Im Zuge der von der Direktorin Olga Leonidowna Rossolimo initiierten Renovierungsarbeiten wurden die Lager- und Arbeitsbereiche bis 1980 erweitert. Fünf weitere Jahre vergingen für die Organisation der Ausstellungen.
Im Jahr 1991 wurde das Museum in Zoologisches Forschungsmuseum der Staatlichen Lomonossow-Universität Moskau umbenannt. Zu diesem Zeitpunkt verfügte das Museum über mehr als 7 Millionen Objekte und ist nach dem Zoologischen Museum Sankt Petersburg das zweitgrößte Museum in Russland.

## Direktoren des Museums
- 1802–1832: Gotthelf Fischer von Waldheim
- 1832–1834: Alexander Grigorjewitsch Fischer von Waldheim
- 1834–1840: Alexei Leontjewitsch Lowezki
- 1840–1858: Karl Rouillier
- 1858–1862: Karl Renard
- 1863–1896: Anatoli Petrowitsch Bogdanow
- 1896–1904: Alexander Andrejewitsch Tichomirow
- 1904–1929: Grigori Alexandrowitsch Koschewnikow
- 1929–1930: Lew Alexandrowitsch Senkewitsch
- 1931–1939: Wassili Nikititsch Makarow
- 1939: Nikolai Semenowitsch Uljanin
- 1939–1941: Nikolai Nikolajewitsch Filippow
- 1941–1960: Sergei Sergejewitsch Turow
- 1960–1963: Sergei Gawrilowitsch Soin
- 1964–1969: Nikolai Alexejewitsch Gladkow
- 1970–2009: Olga Leonidowna Rossolimo
- seit 2009: Michail Wladimirowitsch Kaljakin

## Aktivitäten und Sammlungen

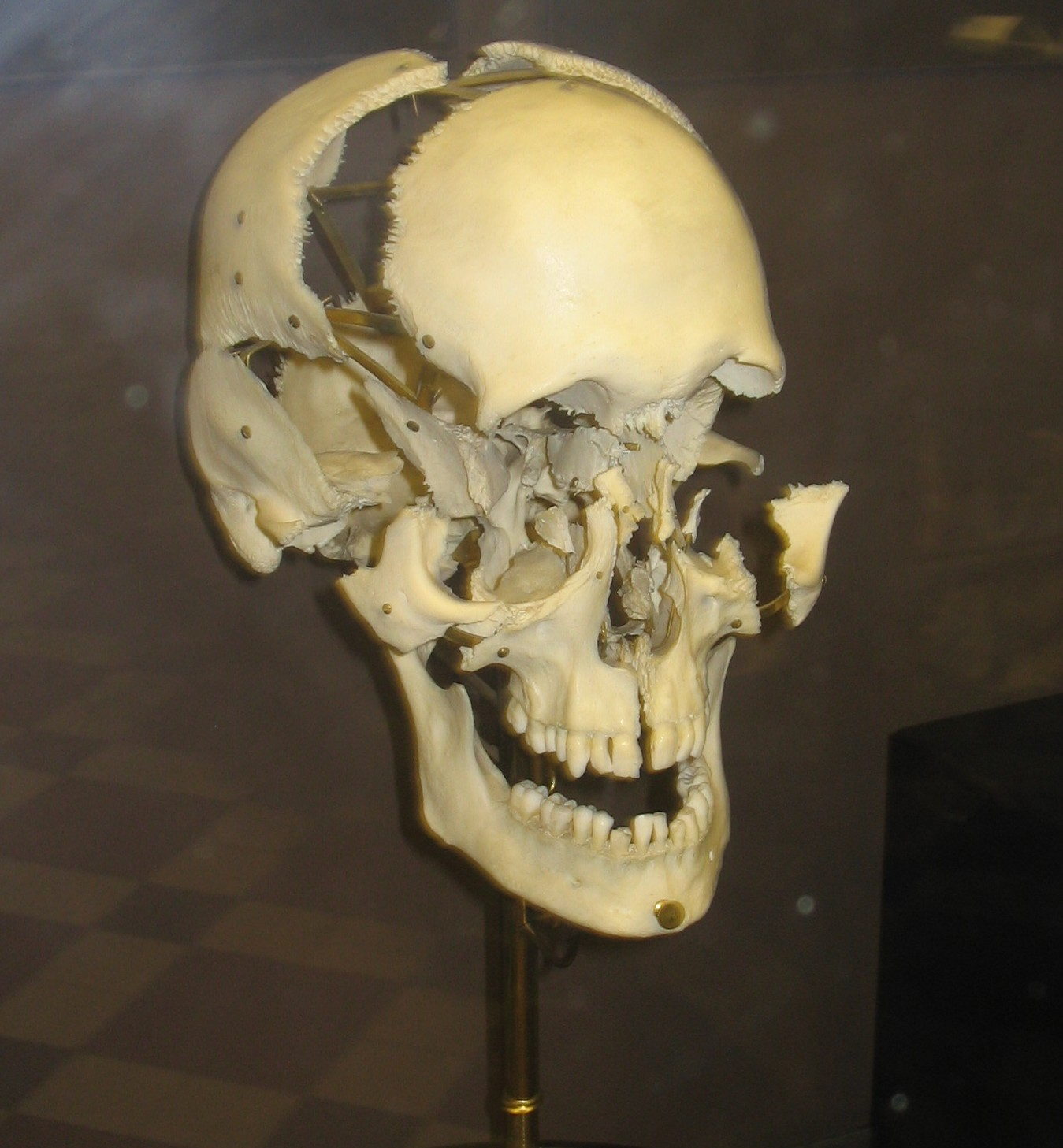
Männlicher Schädel aus dem 19. Jahrhundert

Das Museum entwickelt wissenschaftliche und pädagogische Aktivitäten, es verfügt über ein Biolabor, einen Bereich für wissenschaftliche und öffentliche Projekte, und es werden digitale Technologien für die Ausstellungen verwendet. Im Jahr 2015 gewann das Museum den Wettbewerb Das Museum im Wandel in einer sich verändernden Welt der Potanin-Stiftung mit dem Projekt Museumsmauser – ein wissenschaftliches und kreatives Experiment.
Im Jahr 2018 umfasste das Museum mehr als 10 Millionen Exemplare, von denen 8500 ausgestellt waren. Es enthält nur rezente Tierarten; alle Fossilien gingen an das Paläontologische Museum Moskau, nachdem 1987 der Neubau eröffnet wurde. Zwei Säle sind der Präsentation der biologischen Systematik gewidmet, ein weiterer dem evolutionären und morphologischen Teil der Biologie. Die untere Halle zeigt eine Sammlung von Fischen, Wirbellosen, Amphibien und Reptilien, während die obere Halle Vögel und Säugetiere beherbergt.
Der größte Teil der Ausstellung ist Vertretern von Massenarten gewidmet, aber auch einzigartige Objekte sind zu finden: ein vollständiges Skelett einer Stellers Seekuh und eine ausgestopfte Wandertaube (beide Arten sind 1768 beziehungsweise 1914 ausgestorben), ein ausgestopfter Großer Panda und eine Sammlung seltener tropischer Schmetterlinge und Käfer. Eines der ältesten Exponate des Museums ist eine Muschel, die einen Brand im Jahr 1812 überstanden hat.
Die Sammlung des Museums umfasst eine Sammlung wirbelloser Tiere mit mehr als 200.000 Exponaten. Die entomologische Abteilung besteht aus paläarktischen Insekten und umfasst 4 Millionen Exemplare, darunter solche aus Südostasien, Südamerika und Australien. Die ichthyologische Sammlung besteht aus 21.000 Objekten. Die herpetologische Sammlung umfasst 15.000 Exemplare, darunter Amphibien und Reptilien, die während der postsowjetischen Ära gesammelt wurden.
Eine der größten Sammlungen des Museums ist die ornithologische Sammlung, die mehr als 100.000 Exponate umfasst. Die Sammlung von Vogelgelegen und Nestern ist die größte in Osteuropa und Nordasien.
Die Säugetiersammlung besteht aus 210.000 Exponaten. Von großem historischem Wert sind auch die Muschelsammlung von Prokofi Demidow, die den Grundstein für das Naturhistorische Kabinett legte, die Insektensammlung von Gotthelf Fischer von Waldheim und einige Exponate von Vögeln und Säugetieren, die zu Zeiten von Fischer von Waldheim und Karl Rullier im Unterricht mit Studenten und bei öffentlichen Vorträgen gezeigt wurden, darunter der Schädel eines Berggorillas.